# Morris Rayman
Maurice „Morris“ Rayman (* 18. Juni 1913; † 7. Mai 1994 in Plymouth Meeting, Pennsylvania) war ein US-amerikanischer Jazzbassist.
Rayman spielte zu Beginn seiner Karriere bei Jan Savitt, an dessen Plattenaufnahmen für Decca er zwischen 1939 und 1941 beteiligt war; er arbeitete 1944 kurze Zeit bei Georgie Auld, dann bei Artie Shaw, sowohl in dessen Bigband als auch im Sextett Gramercy Five mit Roy Eldridge („The Grabtown Grapple“). Ende 1945 wechselte er zu Charlie Barnet; 1947 gehörte er dem Eddie Condon Orchestra an. Im Bereich des Jazz war er zwischen 1938 und 1947 an 69 Aufnahmesessions beteiligt,  u. a. auch mit Barney Kessel's All Stars („Slick Chick“, 1945). Aus späteren Jahren liegen keine weiteren Aufnahmen vor.
Mit dem Gitarristen Barney Kessel und dem Pianisten Dodo Marmarosa bildete Morris Rayman mit dem Schlagzeuger Lou Fromm 1944 und 1945 „die beste Rhythmusgruppe von Artie Shaws Gramercy Five“; die beiden Letztgenannten waren nach Ansicht von Gunther Schuller stark unterbewertete Musiker.